# Jean-Baptiste Nattier
Jean-Baptiste Nattier, né le 27 septembre 1678 et mort le 23 mai 1726, est un peintre d'histoire français.
Fils du portraitiste Marc Nattier et de la miniaturiste Marie Courtois, et frère aîné du peintre Jean-Marc Nattier, Jean-Baptiste fut d'abord l’élève de son père.
Après avoir étudié à l’Académie de France à Rome de 1704 à 1709, il fut reçu à l'Académie le 29 octobre 1712, sur la présentation d’un tableau de Joseph sollicité par la femme de Putiphar.
Compromis dans le procès d'Étienne-Benjamin Deschauffours pour pédérastie, il fut enfermé à la Bastille et, près d'être brûlé vif, il se coupât la gorge avec un couteau à huîtres.
Sa condamnation entraîna sa déchéance de membre de l'Académie et son morceau de réception fut rendu à sa famille.

## Quelques œuvres
- Joseph sollicité par la femme de Phutiphar, musée de l'Ermitage, Saint-Pétersbourg (1711)
- Romulus enlevé à l'Olympe par Mars, galerie Porczyński (musée d'art Jean-Paul II), Varsovie
- Allégorie de la Sculpture, Salle des Tableaux, palais Catherine, Pouchkine (Saint-Pétersbourg) (1715)
- Portrait de Madame de la poix de Fréminville, Musée national des beaux-arts d'Alger, Alger

## Sources
- Ferdinand Hoefer, Nouvelle Biographie générale, t. 37, Paris, Firmin-Didot, 1863, p. 508-9.